# Busquipani
Busquipani (Buskipani) pleme je američkih Indijanaca porodice panoan koji su živjeli na jugoistoku peruanskog departmana Loreto. Pripadali su užoj skupini Capanahua ili Kapanawa. 